# Адам Крафт
Адам Крафт (Нирнберг, између 1455. и 1460. — средином јануара 1509) био је немачки вајар и градитељ из времена позне готике.

## Биографија
Адам Крафт је рођен у Нирнбергу као син једног столара одрастао је и школовао се у порињу где је проводио своје уобичајене године скитње у Улму и Штрасбургу и био активан само у околини Нирнберга. 
О његовом животу немамо много података. Иако се два пута женио био је без потомака. Имао је малу производну радњу и иако је био претрпан понудама за послове био је увек у финансијским тешкоћама.
Његово стваралаштво се одликовало реалистичком изражајношћу и у пластику је као један од првих увео жанровске сцене.